# Голстейн (Небраска)
Голстейн (англ. Holstein) — селище (англ. village) в США, в окрузі Адамс штату Небраска. Населення — 191 особа (2020).

## Географія
Голстейн розташований за координатами 40°27′53″ пн. ш. 98°39′3″ зх. д. / 40.46472° пн. ш. 98.65083° зх. д. (40.464752, -98.650813).  За даними Бюро перепису населення США в 2010 році селище мало площу 0,58 км², уся площа — суходіл. В 2017 році площа становила 0,70 км², уся площа — суходіл.

## Демографія
Згідно з переписом 2010 року, у селищі мешкало 214 осіб у 95 домогосподарствах у складі 54 родин. Густота населення становила 367 осіб/км².  Було 102 помешкання (175/км²).
Расовий склад населення:
| - 99,5 % — білих - 0,5 % — корінних американців |

До двох чи більше рас належало 0,0 %. Частка іспаномовних становила 1,4 % від усіх жителів.
За віковим діапазоном населення розподілялося таким чином: 24,3 % — особи молодші 18 років, 58,9 % — особи у віці 18—64 років, 16,8 % — особи у віці 65 років та старші. Медіана віку мешканця становила 40,5 року. На 100 осіб жіночої статі у селищі припадало 137,8 чоловіків;  на 100 жінок у віці від 18 років та старших — 134,8 чоловіків також старших 18 років.
Середній дохід на одне домашнє господарство  становив 55 968 доларів США (медіана — 41 667), а середній дохід на одну сім'ю — 61 922 долари (медіана — 42 500). Медіана доходів становила 33 125 доларів для чоловіків та 28 000 доларів для жінок. За межею бідності перебувало 7,6 % осіб, у тому числі 17,0 % дітей у віці до 18 років та 8,9 % осіб у віці 65 років та старших.
Цивільне працевлаштоване населення становило 150 осіб. Основні галузі зайнятості: виробництво — 22,7 %, будівництво — 15,3 %, мистецтво, розваги та відпочинок — 11,3 %, транспорт — 10,0 %.